# Menomblet
Menomblet é uma comuna francesa na região administrativa da Pays de la Loire, no departamento de Vendéia. Estende-se por uma área de 20,95 km². Em 2010 a comuna tinha 677 habitantes (densidade: 32,3 hab./km²).